# The Help (Band)
The Help ist eine amerikanisch-deutsche Rockband aus Hartford (Connecticut, USA) und Stuttgart (Deutschland).

## Besetzung
- Gesang: Dacia Bridges (Dacia & The WMD – feat. Lemmy Kilmister, Tape, I Begin To Wonder, Shakedown, Mousse T.)
- Bass: Doug Wimbish (Living Colour, Tackhead, Sugar Hill Gang, Rolling Stones, Jeff Beck, Depeche Mode)
- Schlagzeug: Florian Dauner (Die Fantastischen Vier, Paul van Dyk, Sarah Brightman, DePhazz)
- Gitarre: Alexander Scholpp (Farmer Boys, Tarja Turunen, Tieflader, Dacia & The WMD)

## Geschichte
The Help sind vier Vollblutmusiker, die schon mit Legenden der unterschiedlichsten Musikrichtungen zusammengearbeitet haben und auf den Bühnen der Welt zu Hause sind. Auf den Bühnen der Welt fanden sie auch zusammen. Alex Scholpp war mit Doug Wimbish auf Tournee und arbeitete mit Florian Dauner mit den Fantastischen Vier. Florian Dauner spielte auch auf Dacia Bridges’ Akustikalbum The Lonely Club of Hearts. Die vier Bandmitglieder spielten zum ersten Mal zusammen bei einem Jam in Los Angeles auf der NAMM Show 2009.
2011 veröffentlichten sie die EP The Help. Am 20. April 2012 erschien das erste Album …Is on the Way.

## Diskografie
- 2012: …Is on the Way (Ratzer Records / Cargo Records)